# Криони, Николай Константинович
Николай Константинович Крио́ни (род. 5 сентября 1953 года) — российский учёный, доктор технических наук, профессор, ректор Уфимского государственного авиационного технического университета в 2015—2019 гг.

## Биография
В 1971 году закончил СОШ № 107 г. Уфы. В 1976 году получил диплом по специальности «Технология машиностроения, металлорежущие станки и инструменты» в Уфимском авиационном институте (УАИ). В 1976—1977 годах работал инженером на Ярославском радиозаводе, а в 1977—81 годах – инженером в УАИ.
В 1981—1985 годах был аспирантом Института проблем механики АН СССР в Москве, после чего в 1985 году защитил кандидатскую диссертацию по специальности «Трение и износ в машинах».
С 1985 по 1992 годы работал на кафедре начертательной геометрии и черчения УАИ (учёное звание доцента Н. К. Криони получил в 1987 году). Также в 1989—1992 годах являлся ответственным секретарём приёмной комиссии УАИ, а в 1992—2003 годах — начальником учебного управления УГАТУ.
В 2003—2015 годах работал проректором по учебной работе УГАТУ.
В 2005 году защитил докторскую диссертацию по специальности «Трение и износ в машинах». В 2006 году стал профессором.
27 апреля 2015 года Н. К. Криони был избран ректором Уфимского государственного авиационного технического университета. 5 сентября 2019 года он покинул пост ректора.

## Научная деятельность
Имеет научные исследования в области контактного взаимодействия твёрдых тел. Является автором и соавтором более 180 научных и учебно-методических трудов (в том числе четырёх монографий, пяти учебных пособий, авторских свидетельств на изобретения, патентов, медалей ВДНХ СССР).

## Общественная деятельность
Является членом ассоциации инженерного образования России, редколлегии научного журнала «Вестник УГАТУ», председателем редакционного совета университета и общественного совета журнала «Педагогический журнал Башкортостана».

## Награды
- Почётная грамота Государственного Комитета РБ по науке, высшему и среднему профессиональному образованию (1997);
- Почётное звание «Заслуженный работник народного образования РБ (2002);
- Почётный работник высшего профессионального образования Российской Федерации (2006)[1].